# Arenaria bolosii
Arenaria bolosii là một loài thực vật thuộc họ Caryophyllaceae. Đây là loài đặc hữu của Tây Ban Nha. Môi trường sống tự nhiên của chúng là thảm cây bụi kiểu Địa Trung Hải. Chúng hiện đang bị đe dọa vì mất môi trường sống.